# Gabriel Sandoval
Gabriel Eduardo Sandoval Alarcón (Lanco, Región de Los Ríos, 13 de marzo de 1984) es un exfutbolista chileno que jugó como volante. Su último club fue Iberia de la Segunda División Profesional de Chile. Es el jugador con más partidos jugados por Huachipato en la historia, con 329 partidos.

## Clubes
| Club                       | País  | Año       | PJ  | Goles |
| -------------------------- | ----- | --------- | --- | ----- |
| Huachipato                 | Chile | 2002-2014 | 329 | 18    |
| San Marcos de Arica        | Chile | 2014-2015 | 38  | 0     |
| Unión Española             | Chile | 2015-2016 | 39  | 0     |
| Deportes Antofagasta       | Chile | 2016-2019 | 62  | 5     |
| → Cobreloa (cedido)        | Chile | 2019      | 10  | 0     |
| Rangers                    | Chile | 2020-2021 | 13  | 0     |
| Independiente de Cauquenes | Chile | 2021      | 20  | 0     |
| Iberia                     | Chile | 2022      | 17  | 0     |

## Títulos

### Torneos nacionales
| Título           | Club       | País  | Año    |
| ---------------- | ---------- | ----- | ------ |
| Primera División | Huachipato | Chile | 2012-C |